# Шаламон (Эн)
Шаламон (фр. Chalamont) — город и коммуна во французском департаменте Эн, округ Бурк-ан-Брес, административный центр кантона Шаламон.

## Географическое положение
Шаламон лежит на возвышенностях Бресс, в 25 км южнее города Бурк-ан-Брес. К востоку от города находится исток реки Вель.